# 軍橋

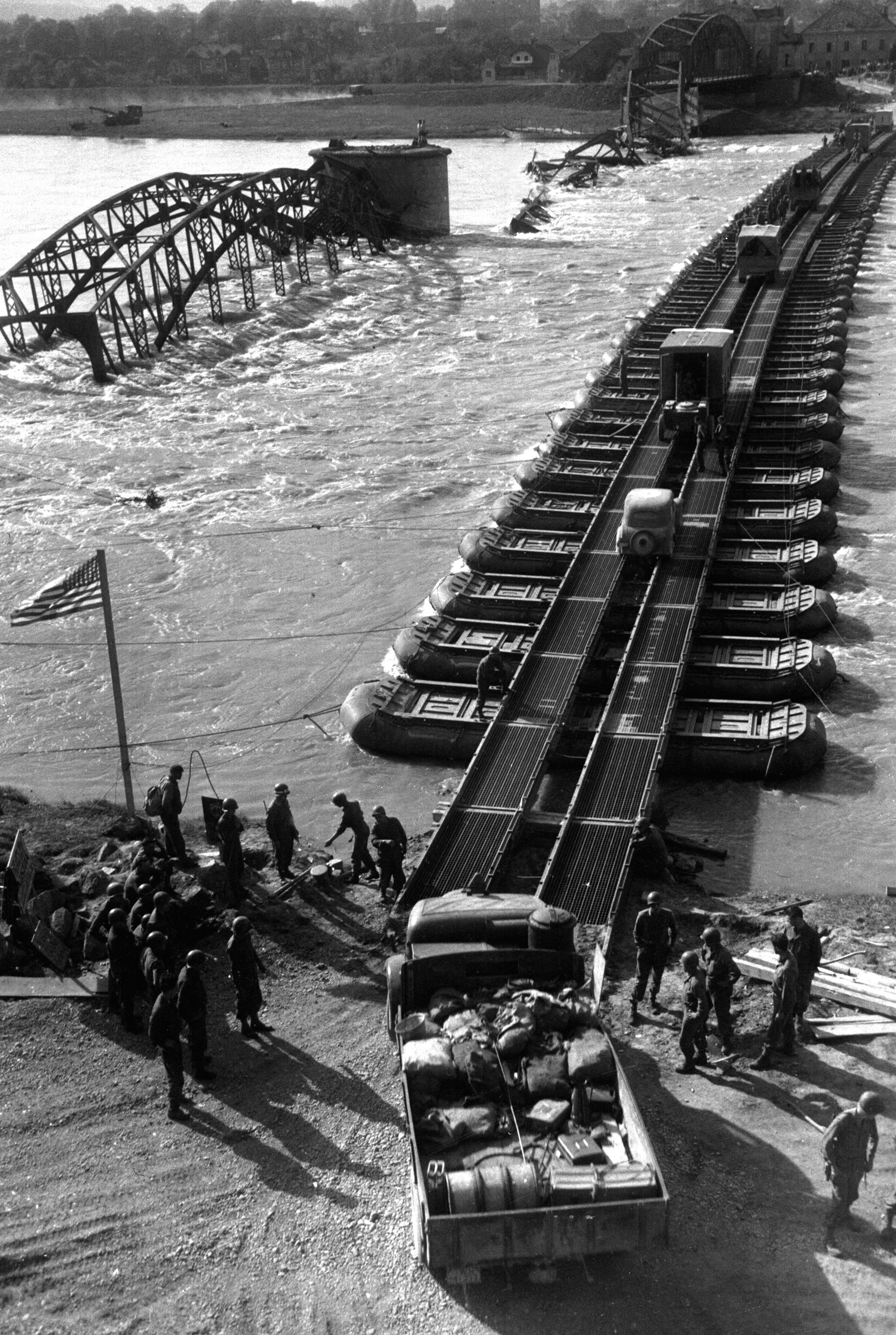
アメリカ陸軍がドイツ・オーストリア国境のイン川に架けたポンツーン式の軍橋。隣に破壊された橋の残骸が見える。

軍橋（ぐんきょう）は、渡河作戦などの軍事上の必要に応じるために軍隊によって架設される橋である。

## 概要
戦場においては、敵軍によって橋が破壊されていたり、あるいは川などに元から橋のない地点を渡る必要がしばしば生じる。
そこで、そうした場合に軍隊によって建設されるのが軍橋である。軍橋の架設は工兵の任務である。ただし簡単軽易なものはほかの兵種によっても架設される。
構造的には、通常の固定橋脚橋、ポンツーン（舟橋、浮橋、浮遊橋脚橋）の2種類が利用される。
- 固定橋脚橋：水の流速が比較的遅く（日本軍の基準では約1m50cm以下）、かつ水深が浅い（日本軍の基準では約2m以下）、川底が平坦で堅固な河川でないと建設が難しい。
- ポンツーン（舟橋、浮橋、浮遊橋脚橋）：舟橋の場合、小舟が浮かべられる程度の水深（日本軍の基準では50cm）があれば、流速や水底地形に関わらず使用可能である。

さらに固定橋脚橋は3つに分類される。
- 列柱橋：橋脚は負担力が大きく、維持が確実で、抗力は最も堅固である。橋脚は河底に打ち込まれるため、河底が杭打に適する必要がある。
- 斜撑橋：縦方向に傾斜する橋脚で架設される。川底の性質、橋床の高さなどのために垂直な橋脚が設置困難なときに用いられる。
- 架柱橋：日本陸軍ではすべて有り合わせの資材で建設された。

そのため、軍橋の大半は舟橋で、固定橋脚は川岸近くなどだけに使われることが多い。
軍橋は軍によって携行される制式器材によるものと、現地で調達した応用材料で建設されるものがある。

## 各国、各軍における軍橋

### 日本の大日本帝国陸軍
制式器材による橋梁を、抗力によって分類していた。
- 縦隊橋：車両や大型火砲が通過できる強度があるものを指す。
  - 軽縦隊橋：15cm榴弾砲およびこれ以上の軍用車両以外の、すべての野戦部隊の通過に堪える。
  - 強縦隊橋：15cm榴弾砲その他10cm加農、4t自動貨車の通過が可能。
- 小幅橋：二列側面縦隊の歩兵、一伍縦隊の騎兵、駄馬と輜重車両および繋架山砲の通過に適する。

応用材料による軍橋は、用途によって分けられる。
- 徒橋：単独または一列側面縦隊の徒歩兵が通過し、橋幅は50cm-1m。
- 小幅橋：二列側面縦隊の徒歩兵、一伍縦隊の下馬騎兵、駄馬、輜重車両、繋架小砲が通過し、橋幅1m50cm-2m。
- 縦隊橋：橋幅は約2m80cm。
  - 軽縦隊橋：15cm榴弾砲およびこれ以上の軍用車両以外の、すべての野戦部隊の通過に堪える。
  - 強縦隊橋：15cm榴弾砲その他10cm加農、4t自動貨車の通過が可能。
- 耐重橋：長時日にわたって重車両（重量5t内外の二輪車または8t内外の四輪車）の通過に堪え、橋梁幅は3m以上。

ほかに、特殊材料が用いられた重架橋、軽渡河器材がある。
- 重架橋のうち分解式鉄橋
  - 板桁式：2-6mの板桁を組み合わせてボルトで結合、架設し、その時点で最大級の列車が通過し得る。
  - 横桁式：長さ3-5mの箱状桁をピンで接続し、必要に応じて桁4-6個を並列し架橋し、軽便列車、大型戦車が通過し得る。
- 軽渡河橋：浮袋、ズック舟または麦稈（麦の藁）、カポック、枯草などを嚢に充填し、これを橋脚とする。斥候、小部隊などの渡河に用いられる。

### 中国
陸軍が、長江などの河川で軍橋（钢铁浮桥）を架ける演習をおこなっている。幅1キロメートルを超える河川でも30分程度で架ける。